# Ficinia ecklonea
Ficinia ecklonea är en halvgräsart som först beskrevs av Ernst Gottlieb von Steudel, och fick sitt nu gällande namn av Christian Gottfried Daniel Nees von Esenbeck. Ficinia ecklonea ingår i släktet Ficinia och familjen halvgräs. Inga underarter finns listade i Catalogue of Life.